# Enterprise (Heimcomputer)
| QS-Informatik | Dieser Artikel wurde wegen inhaltlicher Mängel auf der Qualitätssicherungsseite der Redaktion Informatik eingetragen. Dies geschieht, um die Qualität der Artikel aus dem Themengebiet Informatik auf ein akzeptables Niveau zu bringen. Hilf mit, die inhaltlichen Mängel dieses Artikels zu beseitigen, und beteilige dich an der Diskussion! (+) Begründung: Überarbeitung notwendig: Belege. Knurrikowski (Diskussion) 14:51, 11. Apr. 2016 (CEST) |

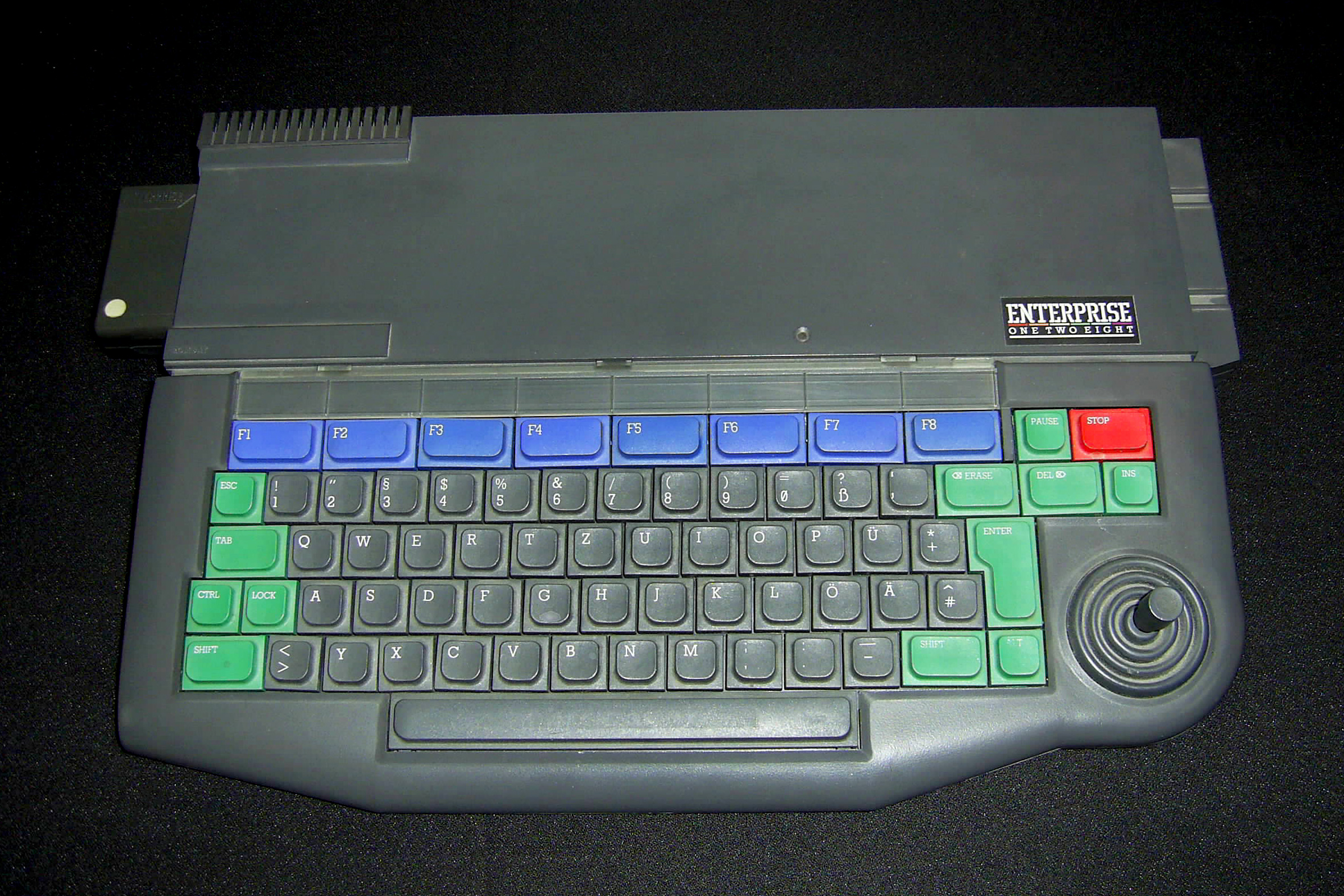
Enterprise 128

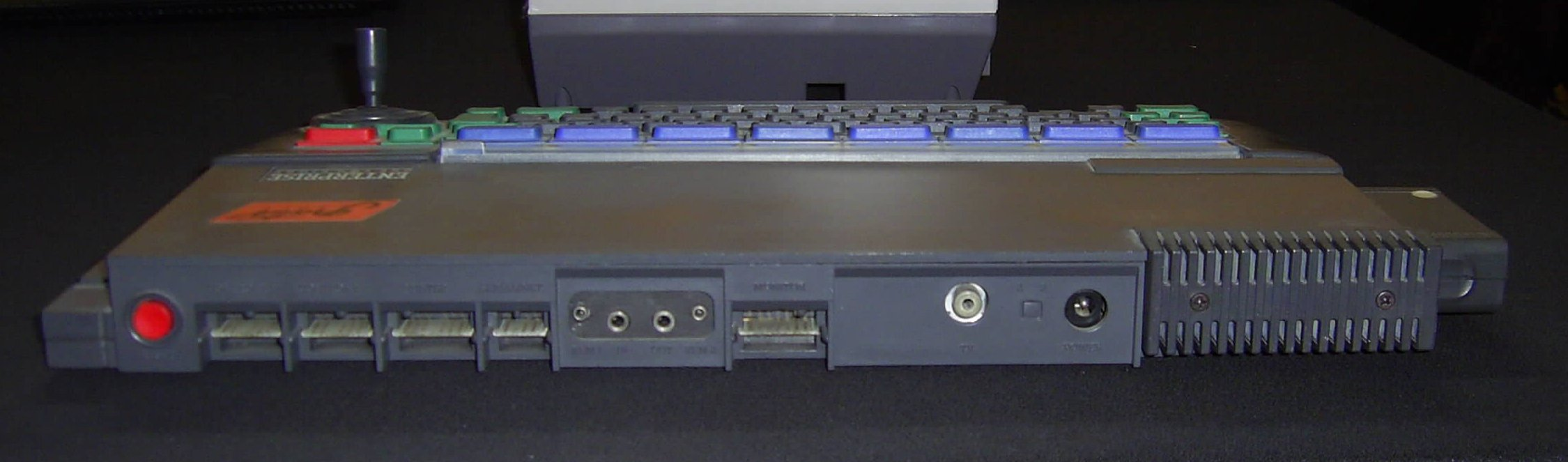
Enterprise 128 Rückseite

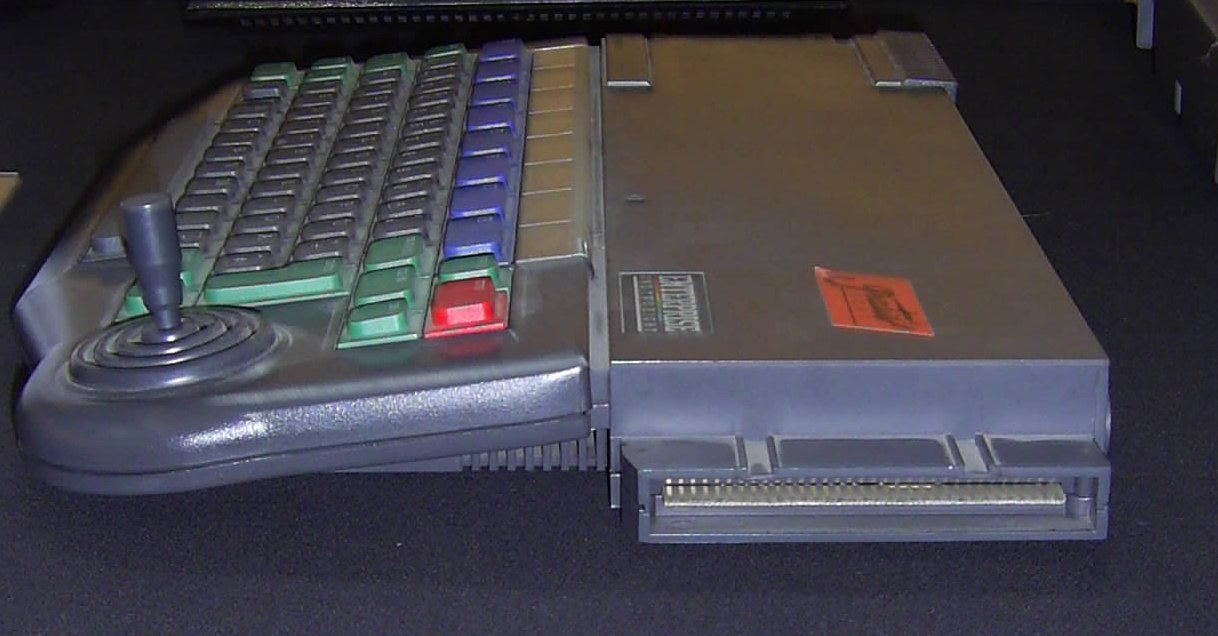
Enterprise 128 rechte Seite

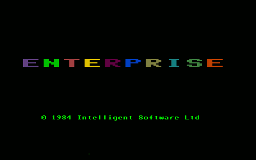
Titelbildschirm des Enterprise 128. Es gibt einen schnellen Farbwechsel des Logos.

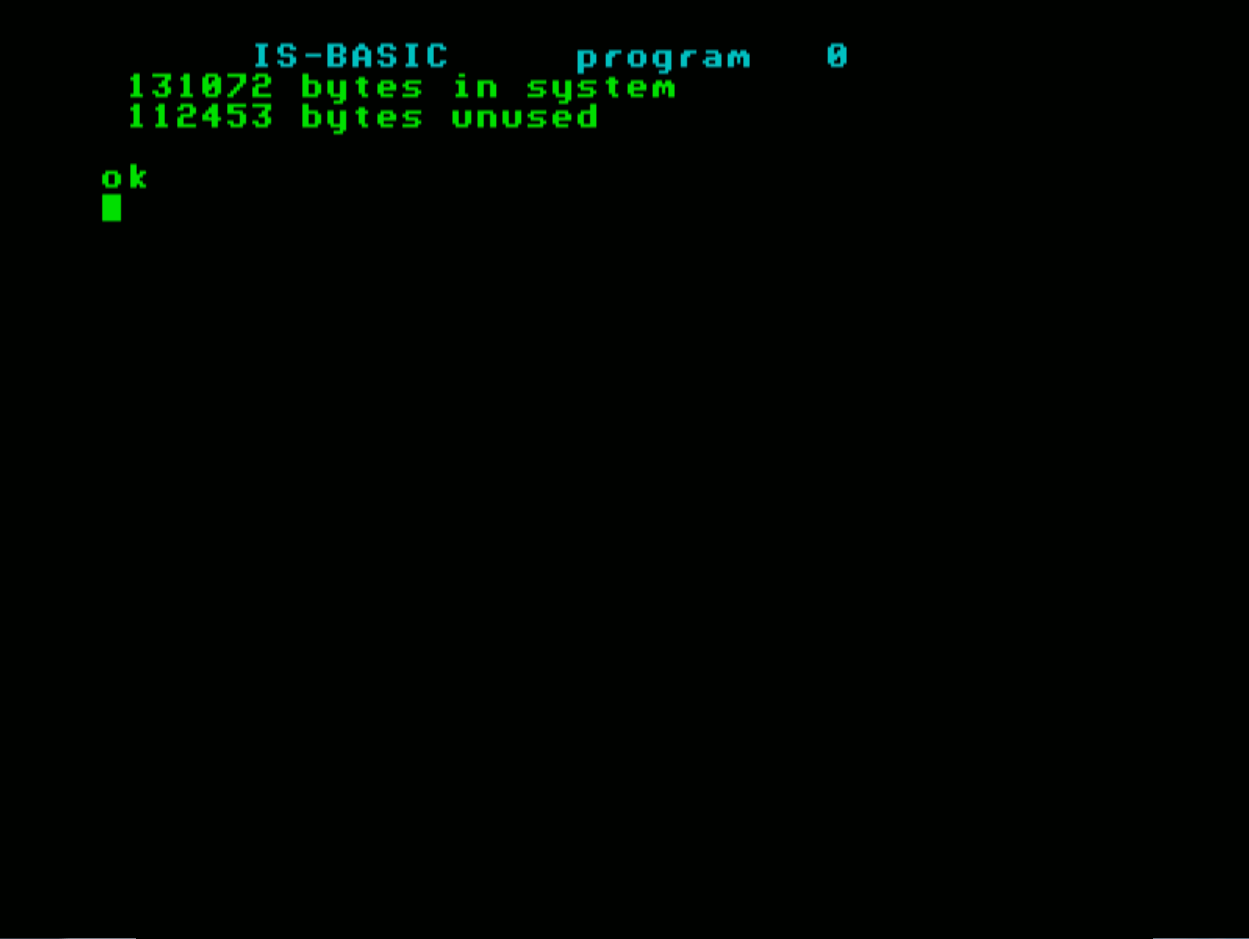
IS-Basic (Intelligent Software)

Der Enterprise war ein auf der CPU Zilog Z80 basierender Heimcomputer, der im Jahr 1985 auf den Markt gebracht wurde. Es wurden zwei Varianten angeboten: der Enterprise 64 mit 64 KB RAM und der Enterprise 128 ("One Two Eight") mit 128 KB RAM. In dem Gerät gab es zwei Koprozessoren für den Sound (Audiochip Dave) und die Grafik (Videochip Nick). Beide Chips wurden nach deren Designern Nick Toop und Dave Woodfield benannt.
Der Rechner verfügte über eine CPU Z80 mit 4 MHz Taktrate, 64 KB oder 128 KB RAM und 48 KB ROM, in dem das EXOS Betriebssystem und die Programmiersprache BASIC untergebracht waren. Im ROM war zusätzlich ein Textverarbeitungsprogramm installiert. Das Gehäuse des Rechners war auf seine Weise einzigartig, da dieses sowohl die Tastatur mit programmierbaren Funktionstasten als auch einen kleinen Joystick enthielt. Ungewöhnlich für einen Heimcomputer jener Zeit war bei den auf dem deutschen Markt angebotenen Geräten die vollwertige Tastatur (inkl. deutschen Umlauten).

## IS-BASIC
Der BASIC-Interpreter wurde auf einem 16k-Steckmodul geliefert, wodurch die Programmiersprache durch Austausch des Moduls gewechselt werden konnte, ein Prinzip, das dem von Acorns BBC Micro ähnlich ist.
IS-Basic (abgeleitet von dem Namen des Herstellers Intelligent Software Ltd.) hält sich an den ANSI BASIC-Standard. Es ist eine vollständig strukturierte Sprache, deren breiter Satz von Kontrollstrukturen mehrzeilige IF...THEN...ELSE, SELECT...CASE, DO...LOOP mit WHILE- und UNTIL-Bedingungen umfasst. Die WHILE-Bedingung steht am Anfang und die UNTIL-Bedingung am Ende der Do-Schleife und bietet die Möglichkeit, eine Schleife mit der EXIT LOOP-Anweisung zu verlassen. Prozeduren und Funktionen können sowohl Referenz- und Wertparameter als auch lokale Variablen haben. Fehler und andere Ausnahmen werden mit Ausnahmebehandlern behandelt.
IS-Basic hat die einzigartige Fähigkeit, mehrere Programme gleichzeitig im Speicher zu halten. Jedes Programm hat einen separaten Satz globaler Variablen und Zeilennummern, aber die CHAIN-Anweisung ermöglicht es, ein Programm von einem anderen aufzurufen und Parameter zwischen ihnen zu übergeben. Peripheriegeräte können direkt von BASIC aus gesteuert werden, so dass selten die Notwendigkeit besteht, POKE- und PEEK-Anweisungen zu verwenden. IS-Basic verfügt über die üblichen Befehle zum Zeichnen von Punkten, Linien, Kreisen und Ellipsen sowie zum Ausfüllen von Flächen und unterstützt Schildkrötengrafiken im Stil von Logo-Zeichnungen. Tonbefehle können in eine Warteschlange eingegeben und im Hintergrund ausgeführt werden, während die Programmausführung fortgesetzt wird.
Das Grundprinzip dieses Basic-Dialektes wurde auch kritisiert, da z. B. der Befehl zum Löschen des Bildschirms, der üblicherweise in anderen Sprachen mit CLS abgekürzt wird, auf dem Enterprise CLEAR SCREEN ohne Abkürzungsmöglichkeit lautete.

## Verkaufsvarianten
In Deutschland wurde der Rechner unter dem Namen Mephisto PHC 64 von der Firma Hegener + Glaser ab 1985 vertrieben. Diese hatte zuvor im deutschen Markt schon erfolgreich elektronische Schachcomputer verkauft. Das Gerät wurde im Mai 1985 zu einem Preis von 1.198,00 DM (inkl. MwSt.) angeboten. Insgesamt sind etwa 80.000 Geräte verkauft worden.
In Ungarn hatte die Firma Videoton ab dem Jahr 1984 eine Lizenz und erstellte eine auf die nationalen Umstände angepasste Version des Geräts, die ab 1988 unter dem Namen TV Computer für ca. drei Jahre produziert wurde. Die Serie umfasste zwei Grundmodelle und eine überarbeitete Version. Die Stückzahl erreichte knapp den 5-stelligen Bereich.

## Technische Daten
- Prozessor: Zilog Z80A, 4 MHz
- Hauptspeicher: 48 KB ROM (mit Betriebssystem "Exos") 64 oder 128 KB RAM, erweiterbar auf 4 MB; CP/M-kompatibel
- Grafikauflösung: bis 672×256 (interlaced 672×512), Text: bis 84×28 (interlaced 84×56), 256 Farben, 16 Grafikmodi; Videochip "Nick"
- Musik: 8 Oktaven, 4 Tongeneratoren, stereofähig; Audiochip "Dave"
- Schnittstellen: Centronics, Seriell RS232/RS423, zwei Joystick-, zwei Kassettenrecorder-Anschlüsse, Modulsteckschacht, 64-poliger Erweiterungsport
- Größe: 394 mal 265 mal 35 Millimeter
- Tastatur (Mephisto PHC 64): DIN-Tastatur mit 69 Tasten, davon acht frei programmierbare Funktionstasten, eingebauter Joystick